# Volo Air Canada 759
Il 7 luglio 2017, un Airbus A320-211, operante come volo Air Canada 759, è stato quasi coinvolto in un incidente all'aeroporto Internazionale di San Francisco nella contea di San Mateo, in California, Stati Uniti. Il volo, che aveva avuto origine all'aeroporto Internazionale di Toronto-Pearson, era stato autorizzato dal controllo del traffico aereo ad atterrare sulla pista 28R di San Francisco ed era in fase di avvicinamento finale per atterrare su quella pista; tuttavia, invece di allinearsi con essa, l'Airbus si era allineato con una via di rullaggio parallela su cui quattro aerei passeggeri a pieno carico erano fermi in attesa dell'autorizzazione al decollo. I piloti avviarono una riattaccata prima dell'atterraggio, dopodiché atterrarono senza ulteriori incidenti. Gli aerei sulla via di rullaggio partirono poi per le destinazioni previste senza ulteriori incidenti. La successiva indagine del National Transportation Safety Board (NTSB) ha stabilito che l'aereo dell'Air Canada era sceso a 59 piedi (18 m) dal suolo prima di iniziare la sua salita, e che ha mancato la collisione con uno degli aerei sulla via di rullaggio di soli 14 piedi (4,3 m).
L'NTSB ha determinato che la causa probabile è stata la confusione dell'equipaggio di volo dell'Air Canada tra la pista e la via di rullaggio parallela, con cause tra cui il mancato utilizzo del sistema di atterraggio strumentale (ILS) da parte dei piloti e il loro affaticamento. Un pilota in pensione ha dichiarato che la confusione della pista che si è quasi verificata "probabilmente si è avvicinata al più grande disastro aereo della storia" poiché cinque aerei e potenzialmente oltre 1.000 passeggeri erano a rischio imminente.

## L'incidente
Alle 23:46 ora locale, il volo Air Canada 759, che trasportava 135 passeggeri e 5 membri dell'equipaggio, è stato autorizzato ad atterrare all'SFO sulla pista 28R. L'adiacente pista 28L era stata chiusa alle 22:00 ora locale e le sue luci erano spente, ad eccezione di una "X" lampeggiante di 20,5 piedi (6,2 m) di larghezza sulla testata orientale della pista. Il comandante pilotava l'Airbus e il primo ufficiale monitorava gli strumenti. Poco dopo, i due piloti hanno compreso di aver scambiato la pista 28R per la 28L e quindi si sono allineati per atterrare sulla parallela via di rullaggio C, anche se le piste e le vie di rullaggio sono illuminate con colori e intensità diversi. I risultati preliminari dell'indagine post-evento hanno rilevato che la pista 28R e la pista C erano illuminate con le impostazioni predefinite (in diversi colori) e le informazioni di trasmissione del servizio automatico di informazioni erano aggiornate e informavano che la 28L era chiusa e spenta. Secondo i risultati delle indagini preliminari del Transportation Board, poiché il tempo era sereno, al pilota dell'AC759 non era richiesto di utilizzare il sistema di atterraggio strumentale e si affidava invece ad un avvicinamento a vista.
Sulla via di rullaggio C erano parcheggiati quattro aerei, tre della United Airlines e uno della Philippine Airlines, in coda per il decollo. Alle 23:55:46 ora locale, dopo aver individuato le luci degli aerei a circa 1,1 km dalla pista, il pilota del volo 759 ha chiesto alla torre se era possibile atterrare sulla 28R, e il controllore del traffico aereo ha risposto, alle 23:55:56, "Non c'è nessuno sulla 28R tranne voi", quando l'AC759 era a circa 0,3 miglia (0,48 km) dalla testata della pista.

Schema della pista 28R e della pista di rullaggio C all'SFO. L'Air Canada 759 si è erroneamente allineato alla via di rullaggio C, indicata con la linea blu tratteggiata, invece della pista 28R, indicata con la linea tratteggiata bianca, prima di ricevere l'ordine di interrompere l'atterraggio.

I piloti dell'AC759 "non ricordavano di aver visto un aereo sulla via di rullaggio C, ma qualcosa non gli tornava" secondo un riassunto dell'intervista post-incidente. L'equipaggio del Philippine Airlines 115 (PR115) accese le luci di atterraggio per avvisare l'AC759 che erano allineati sulla pista di rullaggio. Il pilota dello United Airlines 1 (UA001), il primo in linea per il decollo, interruppe il traffico radio alle 23:56:01 e chiese "Dove sta andando questo tizio? È sulla pista di rullaggio". Il controllore del traffico aereo ordinò quindi all'Airbus di interrompere l'atterraggio alle 23:56:10. Dopo che i piloti hanno compreso di dover eseguire una riattaccata, il controllore del traffico aereo ha detto loro: "Sembra che foste in fila per Charlie [pista di rullaggio C] lì." L'Air Canada 759 aveva già iniziato a salire prima dell'ordine di riattaccata.
Successivamente, il pilota dell'UA001 ha trasmesso via radio alla torre la seguente comunicazione: "L'Air Canada è volato direttamente su di noi" e il controllore del traffico aereo ha risposto: "Sì, l'ho visto, ragazzi". Durante il primo avvicinamento, l'AC759 ha volato per 1/4 miglia (0,40 km) sopra la pista di rullaggio C, è sceso a un'altitudine di 81 piedi (25 m) e si è avvicinato a 29 piedi (8,8 m) lateralmente ai quattro aerei in attesa sulla C prima di ricevere l'ordine di interrompere l'atterraggio. Secondo il registratore dei dati di volo, i piloti hanno aumentato la potenza dei motori quando l'AC759 era a 85 piedi (26 m) dal suolo e l'altitudine minima era di 59 piedi (18 m), circa 2,5 secondi dopo l'aumento di spinta. A seguito di una ricostruzione degli eventi, un pilota non coinvolto nell'incidente ha notato che se l'AC759 avesse aspettato altri cinque secondi prima di riattaccare, si sarebbe scontrato con il terzo aereo (UAL 863) sulla via di rullaggio. C'erano anche meno di 14 piedi (4,3 m) di separazione tra il fondo dell'Airbus e la coda dell'A340 della Philippine Airlines.
L'SFO è stato il primo aeroporto degli Stati Uniti ad installare un sistema Airport Surface Surveillance Capability (ASSC), che avrebbe dovuto allertare la torre di un potenziale conflitto tra i movimenti della pista e della via di rullaggio. L'AC759 era scomparso dal display dell'ASSC del controllore locale per dodici secondi, tra le 23:55:52 e le 23:56:04 ora locale (da poco dopo che il pilota dell'AC759 aveva chiesto conferma che la pista 28R fosse libera, al momento in cui il pilota dell'UA001 aveva notato che l'AC759 era in fila per la via di rullaggio C), poiché l'AC759 era troppo fuori rotta dalla 28R.
Il volo 759 completò la sua riattaccata atterrando senza incidenti dopo il secondo avvicinamento. Un unico controllore del traffico aereo stava monitorando le frequenze di terra e delle torri, che in genere sarebbero state gestite da due controllori.

## Gli aerei
Il velivolo che quella notte volava come Air Canada 759 era un Airbus A320-200 identificato come C-FKCK. L'aereo aveva 24,5 anni il giorno dell'incidente e il suo primo volo risale al dicembre 1992.
Gli aerei sulla pista di rullaggio erano:
- il volo United Airlines 1 (UAL 1), registrato come N29961, era un Boeing 787-9 con capacità di 252 passeggeri in partenza da San Francisco e diretto a Singapore.
- il volo United Airlines 863 (UAL 863), registrato come N13954, era sempre un Boeing 787-9 con capacità di 252 passeggeri in partenza da San Francisco e diretto a Sydney, Australia.
- il volo United Airlines 1118 (UAL 1118), registrato come N62895, era un Boeing 737-900ER con capacità di 179 passeggeri in partenza da San Francisco e diretto a Cancún, Messico.
- il volo Philippine Airlines 115 (PAL 115), registrato come RP-C3441, era un Airbus A340-300 con capacità di 254 passeggeri in partenza da San Francisco e diretto a Manila, Filippine.

## L'indagine
L'incidente non è stato considerato oggetto di informativa ai sensi delle attuali normative federali, ma l'ex presidente dell'NTSB Jim Hall lo ha definito "il più significativo mancato incidente che abbiamo avuto in questo decennio" e ha esortato l'NTSB a rivalutare tali requisiti di segnalazione. Il National Transportation Safety Board (NTSB) è stato informato dell'incidente il 9 luglio e ha preso l'iniziativa delle indagini, con l'assistenza della Federal Aviation Administration (FAA). Il Transportation Safety Board of Canada (TSB) è servito da corriere per lo scambio di informazioni tra Air Canada e NTSB. il TSB ha rilasciato delle informazioni preliminari dall'evento n. A17F0159 l'11 luglio 2017. L'NTSB ha assegnato all'incidente il numero di identificazione DCA17IA148.
Un pilota in pensione dichiarò che l'SFO richiedeva un "volo di precisione" poiché le due piste (28R e 28L) sono separate lateralmente di 750 piedi (230 m), e la via di rullaggio C è separata dalla 28R da meno di 500 piedi (150 m). Altri piloti hanno sottolineato che alcune compagnie aeree richiedono a tutti gli aerei di utilizzare il sistema di atterraggio strumentale (ILS) indipendentemente dal tempo o dalla visibilità, il che avrebbe portato l'equipaggio a rendersi conto che non era allineato con la pista 28R. Dave Jones, allora commissario per le assicurazioni della California e passeggero dell'AC759, scrisse una lettera ad Air Canada una settimana dopo l'incidente chiedendo la loro collaborazione per le indagini.
I risultati preliminari dell'indagine dell'NTSB dalla telemetria del registratore dei dati di volo, rilasciati il 2 agosto 2017, indicano che l'AC759 aveva raggiunto un'altitudine minima di 59 piedi (18 m) sopra il livello del suolo, paragonabile all'altezza della coda di 55 piedi e 10 pollici (17,02 m) di un Boeing 787-9, due dei quali erano sulla via di rullaggio C. Il registratore vocale della cabina di pilotaggio era stato sovrascritto prima dell'avvio dell'indagine, poiché C-FKCK aveva già effettuato altri tre voli l'8 luglio prima che l'NTSB fosse informato del quasi incidente del 9 luglio.

### Fasi finali
In una riunione del consiglio di amministrazione del 25 settembre 2018, l'NTSB citò come probabile causa i piloti che avevano scambiato la pista di rullaggio C per la pista 28R a causa di una svista nella lettura delle informazioni del NOTAM. I fattori che contribuirono al potenziale disastro includevano il non aver sfruttato l'ILS e la stanchezza dei piloti. L'orologio biologico dell'equipaggio era rimasto sulle 03:00 Eastern Time di Toronto: il primo ufficiale non aveva avuto modo di riposare bene per 12 ore e il comandante per 19 ore – non sarebbe stato autorizzato di volare secondo le regole di affaticamento dei piloti statunitensi. Transport Canada aveva pianificato di adeguare le sue regole di riposo dei piloti agli standard internazionali nel 2018. I nuovi regolamenti sono stati annunciati nel dicembre 2018, più vicini agli standard internazionali ma criticati come inferiori agli standard dall'Air Canada Pilots Association.
La Federal Aviation Administration (FAA) ricevette sei raccomandazioni: identificare gli avvicinamenti che richiedono un input di frequenza manuale insolito, visualizzandoli in modo evidente sulle cartine aeronautiche; rivedere i NOTAM per stabilire le priorità e presentare le informazioni pertinenti; richiedere che gli aerei in atterraggio nello spazio aereo B o C siano avvisati se non allineati con la pista; modificare gli aeroporti per allertare i rischi di collisione e mostrare chiaramente le piste chiuse, poiché l'illuminazione della torre faro sulla 28L somigliava alle luci della pista.
Air Canada decise di semplificare le sue cartine di avvicinamento SFO includendo la formazione specifica SFO nei simulatori di volo, formando il suo personale per ridurre le distorsioni delle aspettative e l'installazione nell'avionica dei nuovi aeromobili come l'Airbus A220 e il Boeing 737 MAX con doppi display per migliorare la consapevolezza situazionale in avvicinamenti a bassa visibilità e ad alto rischio.
L'NTSB pubblicò il suo rapporto finale nel settembre 2018; sono state formulate cinque raccomandazioni. Poiché i piloti si dimostrarono lenti nel segnalare l'incidente, l'aereo aveva effettuato un altro volo, così la registrazione nella scatola nera era stata sovrascritta. L'NTSB dichiarò di volere una segnalazione più rapida degli incidenti e considerò di raccomandare l'acquisizione delle ultime 25 ore, ben più rispetto alle solite due.
Un ex investigatore dell'NTSB osservò alcune carenze nelle indagini, criticando il consiglio per aver evitato l'introspezione e i colleghi di non essere stati più preventivi. Il rapporto accusò Air Canada di aver segnalato troppo tardi e di aver causato la cancellazione della registrazione vocale, ma la stessa ha osservato che l'NTSB richiedeva la notifica solo quando un aeromobile atterra o parte su una pista di rullaggio o quando viene evitata una collisione dopo un'incursione in pista, e non era nessuno di questi casi. Inoltre, respinse un analogo incidente su pista di rullaggio a Seattle-Tacoma da parte dell'Alaska Airlines (volo 27) nel dicembre 2015, ancora in fase di indagine preliminare (NTSB aveva assegnato il numero di identificazione DCA16IA036 all'incidente).

## Conseguenze
A seguito dell'incidente, all'inizio di agosto la Federal Aviation Administration modificò le procedure di atterraggio notturno all'SFO, vietando gli avvicinamenti visivi di notte "quando una pista parallela adiacente è chiusa" e sostituendole con avvicinamenti strumentali, ILS o satellitari, e richiedendo due controllori del traffico aereo nella torre di controllo "fino alla fine degli arrivi a tarda notte".
Air Canada smise di utilizzare il numero 759.